# Вітстоун – Дампір-Банбері
Вітстоун — Дампір-Банбері — газопровідна система на північному сході Австралії. Офіційно відома як Wheatstone Ashburton West Pipeline.
У 2017-му почав роботу завод зі зрідження природного газу Вітстоун ЗПГ, споруди якого розташували на береговому майданчику поблизу Онслоу. Окрім виробництва продукції для експорту, він також постачає певну кількість блакитного палива для внутрішніх потреб через газопровід довжиною 110 км та діаметром 400 мм, що на материку під'єднується до компресорної станції № 2 трубопроводу Дампір – Банбері.
Офіційно газопровід складається із двох ділянок:
- Wheatstone Lateral завдовжки 22 кілометри між заводом та підземним сховищем газу Тубріджи;
- Ashburton West Loop довжиною 87 кілометрів (ця ділянка прямує паралельно зі спорудженою раніше системою Тубріджи – Дампір-Банбері та використовує її 250-мм нитку як резервну).
Пропускна здатність Вітстоун — Дампір-Банбері визначена як 8,9 млн м³ на добу.